# Жиленко Станіслав Юрійович
Станісла́в Ю́рійович Жиленко — український військовослужбовець, кавалер ордена «За мужність» ІІІ ступеня.

## Життєпис
Народився 1994 року в м. Тернівка Дніпропетровської області. Проживав у місті Дніпро.
Вищу економічну освіту здобув в Українському державному хіміко-технологічному університеті.
Після закінчення навчання деякий час працював барменом, згодом — начальником виробництва в ТОВ «Річмен Груп».
У червні 2022 долучився до сил оборони. У грудні 2022-го вступив до лав новоствореної 3-ї окремої штурмової бригади. Обіймав посаду стрільця-санітара 2-го відділення 3-го взводу протитанкових ракетних комплексів 2-ї роти протитанкових ракетних комплексів протитанкового батальйону.

## Загибель
Загинув внаслідок влучання ворожого дрона поблизу села Орлівка Донецької області. Залишились батьки, рідні та кохана дівчина.